# Prospekt's March
Prospekt's March es el séptimo EP del grupo de rock británico Coldplay y el primero desde Remixes (2003). Salió a la venta el 21 de noviembre de 2008 en Europa y Japón, y fue lanzado en todo el mundo durante la semana siguiente. El EP contiene varios temas sobrantes de las sesiones de estudio de Viva la Vida or Death and All His Friends y también se puso a disposición en la edición de lujo del álbum.
La portada presenta una pintura original de Eugène Delacroix Batalla de Poitiers, similar a la portada de Viva la Vida, que incluía otro cuadro de Delacroix, La Libertad guiando al pueblo. El 5 de noviembre, Coldplay ofreció un adelanto exclusivo del EP a través de su aplicación de Facebook y de su página web. La canción «Glass of Water» se publicó como anticipo del proyecto y entró en el Top 100 de canciones de iTunes, siendo también interpretada en directo por la banda en 4Music.
Tras el lanzamiento del EP, «Life in Technicolor II» entró en el UK Singles Chart en el número 90 a pesar de no ser un esfuerzo promocional. La banda confirmaría más tarde la canción como single oficial y lanzaría su versión física el 8 de febrero de 2009, lo que hizo que el tema subiera a un nuevo pico del número 28. Un año más tarde, fue nominada a la 52.ª edición de los Premios Grammy en las categorías a la mejor interpretación rock de un dúo o grupo con vocalista y mejor vídeo musical de forma corta.

## Grabación y lanzamiento
A lo largo de la grabación de Viva la Vida or Death and All His Friends, Coldplay se comunicó con los aficionados a través de su página web, y algunos de los títulos de las canciones se revelaron durante la grabación. El nombre «Poppyfields» se reveló por primera vez en septiembre de 2007; a finales de octubre de 2007, un mensaje decía que «Famous Old Painters» y «Glass of Water» habían sido escritas y se estaban considerando para el álbum. «Prospekt's March» apareció por primera vez en diciembre del mismo año; todas las notas estaban firmadas por el seudónimo Prospekt, lo que reforzó los rumores de que éste sería el título del álbum. Esas canciones no entraron en el listado final de temas del álbum, por lo que aparecieron en el EP Prospekt's March, excepto «Famous Old Painters», que nunca se publicó.
En una entrevista para la web oficial de Coldplay, Chris Martin dijo que todas las canciones del EP estuvieron muy cerca de ser incluidas en Viva la Vida, y que «todas forman parte de la misma familia». En la misma entrevista el líder afirmó que la idea siempre fue sacar estas canciones a finales de 2008. El 3 de octubre de 2008, Coldplay confirmó cinco canciones para Prospekt's March que no se habían completado a tiempo para Viva la Vida o Death and All His Friends. La lista de canciones se cambió a ocho canciones el 5 de octubre. Seis de los ocho temas son nuevas grabaciones de la banda.

## Rendimiento en las listas
Prospekt's March debutó en el número 15 del Billboard 200 con 77.000 copias vendidas.

## Lista de canciones
Todas las canciones escritas por Coldplay (Guy Berryman, Jonny Buckland, Will Champion and Chris Martin), excepto «Lost+», que fue coescrito por Shawn Carter.
| N.º   | Título                               | Duración |  |
| 1.    | «Life in Technicolor II»             | 4:06     |  |
| 2.    | «Postcards From Far Away»            | 0:48     |  |
| 3.    | «Glass of Water»                     | 4:44     |  |
| 4.    | «Rainy Day»                          | 3:26     |  |
| 5.    | «Prospekt's March/Poppyfields»       | 3:39     |  |
| 6.    | «Lost+» (Ft. Jay-Z)                  | 4:18     |  |
| 7.    | «Lovers In Japan» (Osaka Sun Mix)    | 3:58     |  |
| 8.    | «Now My Feet Won't Touch The Ground» | 2:29     |  |
| 27:31 |                                      |          |  |

| Edición iTunes |                                                      |          |  |
| N.º            | Título                                               | Duración |  |
| 9.             | «Viva la Vida» (Music video) (Anton Corbijn version) | 4:08     |  |
| 31:39          |                                                      |          |  |

## Personal
- Andy Rugg – ingeniero asistente, ingeniero
- Andy Wallace – mezcla
- Bob Ludwig – masterización
- Brian Eno – productor, paisajes sonoros
- Brian Thorn – ingeniero asistente, ingeniero
- Chris Martin – intérprete
- Dan Green – ingeniero asistente, ingeniero, fotografía
- Dave Holmes – dirección
- Davide Rossi – cuerdas
- Dominic Monks – ingeniero asistente, ingeniero
- Emily Bart-Smith – voz adicional en «Rainy Day»
- Eugène Delacroix – pintura de la portada
- François Chevallier – ingeniero asistente, ingeniero
- Guy Berryman – intérprete
- Jan Petrov – ingeniero asistente, ingeniero
- Jason Lader – ingeniero asistente, ingeniero
- Jay-Z – voz adicional en «Lost+»
- Jonny Buckland – intérprete
- Jon Hopkins – iluminación, magia
- Kelly Pratt – metales
- Markus Dravs – mezcla, productor
- Michael Brauer – mezcla
- Michael Trepagnier – ingeniero asistente, ingeniero
- Olga Fitzroy – ingeniero asistente, ingeniero
- Phil Harvey – intérprete
- Rik Simpson – mezcla, productor
- Stephan Crasneanscki – fotografía
- Tappin Gofton – dirección artística, diseño
- Vanessa Parr – ingeniero asistente, ingeniero
- Will Champion – intérprete
- William Paden Hensley – ingeniero asistente, ingeniero
- Young Guru – ingeniería adicional en «Lost+»

## Posicionamiento en listas
| Listas (2008)                      | Mejor posición |
| ---------------------------------- | -------------- |
| Australia (ARIA)                   | 50             |
| Austria (Ö3 Austria)               | 46             |
| Canadá (Billboard Canadian Albums) | 18             |
| Alemania (Offizielle Top 100)      | 47             |
| Irlanda (IRMA)                     | 36             |
| Italia (FIMI)                      | 25             |
| España (PROMUSICAE)                | 41             |
| Suecia (Sverigetopplistan)         | 39             |
| Reino Unido (UK Albums Chart)      | 38             |
| Estados Unidos (Billboard 200)     | 15             |
| Estados Unidos (Top Rock Albums)   | 7              |

## Certificaciones
| País        | Organismo certificador | Certificación | Unidades certificadas/ventas | Ref.   |
| ----------- | ---------------------- | ------------- | ---------------------------- | ------ |
| Reino Unido | BPI                    | Plata         | 60 000                       | [ 34 ] |

## Historial de lanzamientos
| País           | Fecha                   | Formato                    |
| -------------- | ----------------------- | -------------------------- |
| Japón          | 21 de noviembre de 2008 | Digital                    |
| Suecia         | 21 de noviembre de 2008 | CD                         |
| Alemania       | 21 de noviembre de 2008 | CD                         |
| Austria        | 21 de noviembre de 2008 | CD                         |
| Suiza          | 21 de noviembre de 2008 | CD                         |
| Bélgica        | 21 de noviembre de 2008 | CD                         |
| Países Bajos   | 21 de noviembre de 2008 | CD                         |
| Irlanda        | 21 de noviembre de 2008 | CD                         |
| Italia         | 21 de noviembre de 2008 | CD, 2CD (álbum+EP)         |
| Dinamarca      | 21 de noviembre de 2008 | CD, EP                     |
| Noruega        | 21 de noviembre de 2008 | CD                         |
| Pakistán       | 21 de noviembre de 2008 | CD                         |
| Finlandia      | 21 de noviembre de 2008 | CD                         |
| Sudáfrica      | 21 de noviembre de 2008 | CD                         |
| Australia      | 22 de noviembre de 2008 | CD, (álbum+EP)             |
| Estados Unidos | 24 de noviembre de 2008 | CD, vinilo, 2CD (álbum+EP) |
| Canadá         | 24 de noviembre de 2008 | CD                         |
| Reino Unido    | 24 de noviembre de 2008 | CD, vinilo, 2CD (álbum+EP) |
| España         | 25 de noviembre de 2008 | CD                         |
| Taiwán         | 28 de noviembre de 2008 | CD, 2CD (álbum+EP)         |
| Brasil         | 3 de diciembre de 2008  | CD                         |
| Taiwán         | 5 de diciembre de 2008  | Vinilo                     |
| Argentina      | 9 de diciembre de 2008  | CD, 2CD (álbum+EP)         |
| Japón          | 17 de diciembre de 2008 | CD                         |
| Japón          | 14 de enero de 2009     | CDx2 (álbum+EP)            |